# Vasaloppet 2013
Vasaloppet 2013 avgjordes söndagen den 3 mars 2013 mellan Sälen och Mora, och var den 89:e upplagan av Vasaloppet.  Regerande Vasaloppsvinnare från 2012 var Jörgen Brink och Vibeke Skofterud. Vasaloppet 2013 blev fulltecknat redan 11 dagar efter Vasaloppet 2012, det vill säga den 15 mars 2012. 15 800 är anmälda från 42 nationer varav 6 542 förstagångsåkare och 1 972 kvinnor. Isabelle Jansson från Sälen var kranskulla och André Gatu från Mora var kransmas. Vinnare blev Jørgen Aukland på herrsidan på tiden 3:50:48:9, följd av Daniel Tynell och Anders Aukland på andra och tredje plats. Vinnare på damsidan blev Laila Kveli på tiden 4:22:22:2 följt av Seraina Boner och Sandra Hansson på andra och tredje plats.

## Slutresultat, herrar
Not: Pl = Placering, Nr = Startnummer, Tid = Sluttid
| Pl. | Nr  | Namn               | Klubb          | Land     | Tid      |
| --- | --- | ------------------ | -------------- | -------- | -------- |
| 1   | 10  | Jörgen Aukland     |                | Norge    | 03:50:48 |
| 2   | 2   | Daniel Tynell      | Grycksbo IF OK | Sverige  | 03:50:50 |
| 3   | 7   | Anders Aukland     |                | Norge    | 03:50:51 |
| 4   | 1   | Jörgen Brink       | Hudiksvalls IF | Sverige  | 03:50:55 |
| 5   | 192 | Jens Eriksson      | Dala-Floda IF  | Sverige  | 03:51:05 |
| 6   | 3   | Stanislav Rezac    |                | Tjeckien | 03:51:13 |
| 7   | 171 | John Kristian Dahl |                | Norge    | 03:52:06 |
| 8   | 5   | Johan Kjölstad     |                | Norge    | 03:52:07 |
| 9   | 8   | Audun Laugaland    |                | Norge    | 03:52:07 |
| 10  | 15  | Thomas Henriksen   |                | Norge    | 03:52:27 |

## Slutresultat, damer
Not: Pl = Placering, Nr = Startnummer, Tid = Sluttid
| Pl. | Nr  | Namn                     | Klubb                 | Land     | Tid      |
| --- | --- | ------------------------ | --------------------- | -------- | -------- |
| 1   | 502 | Laila Kveli              |                       | Norge    | 04:22:22 |
| 2   | 503 | Seraina Boner            |                       | Schweiz  | 04:23:51 |
| 3   | 514 | Sandra Hansson           | Uddevalla IS          | Sverige  | 04:31:51 |
| 4   | 504 | Jenny Hansson            | Åre Längdskidklubb    | Sverige  | 04:35:46 |
| 5   | 505 | Susanne Nyström          | Laisvalls Sportklu... | Sverige  | 04:37:56 |
| 6   | 511 | Britta Johansson Norgren | Sollefteå SK Team     | Sverige  | 04:39:25 |
| 7   | 517 | Stephanie Santer         |                       | Italien  | 04:45:31 |
| 8   | 515 | Olga Mikhailova          |                       | Ryssland | 04:47:59 |
| 9   | 508 | Annika Löfström          | Årsunda IF            | Sverige  | 04:48:16 |
| 10  | 525 | Nina Lintzén             | Årsunda IF            | Sverige  | 04:48:56 |

## Spurtpriser
Herrar
| Pl.          | Nr  | Namn             | Klubb         | Land    | Tid      |
| ------------ | --- | ---------------- | ------------- | ------- | -------- |
| Smågan       | 131 | Roger Aa Djupvik |               | Norge   | 00:29:34 |
| Mångsbodarna | 131 | Roger Aa Djupvik |               | Norge   | 01:00:39 |
| Risberg      | 131 | Roger Aa Djupvik |               | Norge   | 01:27:33 |
| Evertsberg   | 131 | Roger Aa Djupvik |               | Norge   | 02:02:38 |
| Oxberg       | 192 | Jens Eriksson    | Dala-Floda IF | Sverige | 02:38:42 |
| Hökberg      | 2   | Daniel Tynell    |               | Sverige | 03:02:21 |
| Eldris       | 192 | Jens Eriksson    | Dala-Floda IF | Sverige | 03:27:46 |

Damer
| Pl.        | Nr  | Namn          | Klubb | Land    | Tid      |
| ---------- | --- | ------------- | ----- | ------- | -------- |
| Evertsberg | 503 | Seraina Boner |       | Schweiz | 02:16:59 |

## Delkontroller

### Smågan, herrar
Not: Pl = Placering, Nr = Startnummer, Tid = Passertid
| Pl. | Nr  | Namn                  | Klubb             | Land    | Tid      |
| --- | --- | --------------------- | ----------------- | ------- | -------- |
| 1   | 131 | Roger Aa Djupvik      |                   | Norge   | 00:29:34 |
| 2   | 135 | Chris André Jespersen |                   | Norge   | 00:29:34 |
| 3   | 219 | Nils-Magnus Böen      |                   | Norge   | 00:30:21 |
| 4   | 28  | Martin Rosvall        | Lycksele IF       | Sverige | 00:30:41 |
| 5   | 88  | Björn Rydvall         | Lycksele IF       | Sverige | 00:30:44 |
| 6   | 46  | Bill Impola           | Malungs IF        | Sverige | 00:30:44 |
| 7   | 78  | Simon Andersson       | Falun/Borlänge SK | Sverige | 00:30:45 |
| 8   | 21  | Anders Mölmen Höst    |                   | Norge   | 00:30:45 |
| 9   | 54  | Anton Järnberg        | Hudiksvalls IF    | Sverige | 00:30:45 |
| 10  | 26  | Ivar Tveiten          |                   | Norge   | 00:30:45 |

### Smågan, damer
Not: Pl = Placering, Nr = Startnummer, Tid = Passertid
| Pl. | Nr  | Namn                     | Klubb                 | Land     | Tid      |
| --- | --- | ------------------------ | --------------------- | -------- | -------- |
| 1   | 502 | Laila Kveli              |                       | Norge    | 00:34:08 |
| 2   | 503 | Seraina Boner            |                       | Schweiz  | 00:34:13 |
| 3   | 516 | Tatiana Jambaeva         |                       | Ryssland | 00:34:19 |
| 4   | 504 | Jenny Hansson            | Åre Längdskidklubb    | Sverige  | 00:34:21 |
| 5   | 514 | Sandra Hansson           | Uddevalla IS          | Sverige  | 00:34:27 |
| 6   | 511 | Britta Johansson Norgren | Sollefteå SK Team     | Sverige  | 00:34:34 |
| 7   | 505 | Susanne Nyström          | Laisvalls Sportklu... | Sverige  | 00:35:47 |
| 8   | 517 | Stephanie Santer         |                       | Italien  | 00:36:29 |
| 9   | 515 | Olga Mikhailova          |                       | Ryssland | 00:36:30 |
| 10  | 512 | Sara Lindborg            | Falun/Borlänge SK     | Sverige  | 00:37:02 |

### Mångsbodarna, herrar
Not: Pl = Placering, Nr = Startnummer, Tid = Passertid
| Pl. | Nr  | Namn                  | Klubb       | Land     | Tid      |
| --- | --- | --------------------- | ----------- | -------- | -------- |
| 1   | 131 | Roger Aa Djupvik      |             | Norge    | 01:00:39 |
| 2   | 135 | Chris André Jespersen |             | Norge    | 01:00:39 |
| 3   | 185 | Nikolay Bolotov       |             | Ryssland | 01:02:42 |
| 4   | 28  | Martin Rosvall        | Lycksele IF | Sverige  | 01:02:44 |
| 5   | 88  | Björn Rydvall         | Lycksele IF | Sverige  | 01:02:46 |
| 6   | 23  | Bruno Debertolis      |             | Italien  | 01:02:51 |
| 7   | 66  | Morten Eide Pedersen  |             | Norge    | 01:02:51 |
| 8   | 5   | Johan Kjölstad        |             | Norge    | 01:02:54 |
| 9   | 87  | Hampus Lindblom       | Åsarna IK   | Sverige  | 01:02:55 |
| 10  | 46  | Bill Impola           | Malungs IF  | Sverige  | 01:02:55 |

### Mångsbodarna, damer
Not: Pl = Placering, Nr = Startnummer, Tid = Passertid
| Pl. | Nr  | Namn                     | Klubb                 | Land     | Tid      |
| --- | --- | ------------------------ | --------------------- | -------- | -------- |
| 1   | 502 | Laila Kveli              |                       | Norge    | 01:08:35 |
| 2   | 503 | Seraina Boner            |                       | Schweiz  | 01:08:56 |
| 3   | 504 | Jenny Hansson            | Åre Längdskidklubb    | Sverige  | 01:09:36 |
| 4   | 514 | Sandra Hansson           | Uddevalla IS          | Sverige  | 01:09:45 |
| 5   | 511 | Britta Johansson Norgren | Sollefteå SK Team     | Sverige  | 01:10:23 |
| 6   | 516 | Tatiana Jambaeva         |                       | Ryssland | 01:10:41 |
| 7   | 505 | Susanne Nyström          | Laisvalls Sportklu... | Sverige  | 01:11:44 |
| 8   | 525 | Nina Lintzén             | Årsunda IF            | Sverige  | 01:13:46 |
| 9   | 517 | Stephanie Santer         |                       | Italien  | 01:13:56 |
| 10  | 508 | Annika Löfström          | Årsunda IF            | Sverige  | 01:14:11 |

### Risberg, herrar
Not: Pl = Placering, Nr = Startnummer, Tid = Passertid
| Pl. | Nr  | Namn                  | Klubb          | Land    | Tid      |
| --- | --- | --------------------- | -------------- | ------- | -------- |
| 1   | 131 | Roger Aa Djupvik      |                | Norge   | 01:27:33 |
| 2   | 135 | Chris André Jespersen |                | Norge   | 01:27:33 |
| 3   | 193 | Markus Ottosson       | IFK Umeå       | Sverige | 01:29:15 |
| 4   | 23  | Bruno Debertolis      |                | Italien | 01:29:18 |
| 5   | 192 | Jens Eriksson         | Dala-Floda IF  | Sverige | 01:29:19 |
| 6   | 46  | Bill Impola           | Malungs IF     | Sverige | 01:29:19 |
| 7   | 114 | Simen Östensen        |                | Norge   | 01:29:19 |
| 8   | 2   | Daniel Tynell         | Grycksbo IF OK | Sverige | 01:29:19 |
| 9   | 171 | John Kristian Dahl    |                | Norge   | 01:29:19 |
| 10  | 51  | Fredrik Byström       | Sollefteå SK   | Sverige | 01:29:19 |

### Risberg, damer
Not: Pl = Placering, Nr = Startnummer, Tid = Passertid
| Pl. | Nr  | Namn                     | Klubb                 | Land     | Tid      |
| --- | --- | ------------------------ | --------------------- | -------- | -------- |
| 1   | 502 | Laila Kveli              |                       | Norge    | 01:38:36 |
| 2   | 503 | Seraina Boner            |                       | Schweiz  | 01:38:52 |
| 3   | 504 | Jenny Hansson            | Åre Längdskidklubb    | Sverige  | 01:40:08 |
| 4   | 514 | Sandra Hansson           | Uddevalla IS          | Sverige  | 01:41:01 |
| 5   | 511 | Britta Johansson Norgren | Sollefteå SK Team     | Sverige  | 01:42:10 |
| 6   | 516 | Tatiana Jambaeva         |                       | Ryssland | 01:42:55 |
| 7   | 505 | Susanne Nyström          | Laisvalls Sportklu... | Sverige  | 01:43:13 |
| 8   | 508 | Annika Löfström          | Årsunda IF            | Sverige  | 01:46:12 |
| 9   | 517 | Stephanie Santer         |                       | Italien  | 01:46:12 |
| 10  | 525 | Nina Lintzén             | Årsunda IF            | Sverige  | 01:46:48 |

### Evertsberg, herrar
Not: Pl = Placering, Nr = Startnummer, Tid = Passertid
| Pl. | Nr  | Namn             | Klubb       | Land     | Tid      |
| --- | --- | ---------------- | ----------- | -------- | -------- |
| 1   | 131 | Roger Aa Djupvik |             | Norge    | 02:02:38 |
| 2   | 23  | Bruno Debertolis |             | Italien  | 02:04:00 |
| 3   | 185 | Nikolay Bolotov  |             | Ryssland | 02:04:01 |
| 4   | 114 | Simen Östensen   |             | Norge    | 02:04:01 |
| 5   | 166 | Teodor Peterson  | Åsarna IK   | Sverige  | 02:04:02 |
| 6   | 46  | Bill Impola      | Malungs IF  | Sverige  | 02:04:03 |
| 7   | 28  | Martin Rosvall   | Lycksele IF | Sverige  | 02:04:03 |
| 8   | 9   | Jerry Ahrlin     | Brunflo IF  | Sverige  | 02:04:04 |
| 9   | 7   | Anders Aukland   |             | Norge    | 02:04:04 |
| 10  | 10  | Jörgen Aukland   |             | Norge    | 02:04:04 |

### Evertsberg, damer
Not: Pl = Placering, Nr = Startnummer, Tid = Passertid
| Pl. | Nr  | Namn                     | Klubb                 | Land     | Tid      |
| --- | --- | ------------------------ | --------------------- | -------- | -------- |
| 1   | 503 | Seraina Boner            |                       | Schweiz  | 02:16:59 |
| 2   | 502 | Laila Kveli              |                       | Norge    | 02:17:41 |
| 3   | 504 | Jenny Hansson            | Åre Längdskidklubb    | Sverige  | 01:40:08 |
| 4   | 514 | Sandra Hansson           | Uddevalla IS          | Sverige  | 02:21:28 |
| 5   | 511 | Britta Johansson Norgren | Sollefteå SK Team     | Sverige  | 02:23:59 |
| 6   | 505 | Susanne Nyström          | Laisvalls Sportklu... | Sverige  | 02:24:01 |
| 7   | 516 | Tatiana Jambaeva         |                       | Ryssland | 02:25:47 |
| 8   | 517 | Stephanie Santer         |                       | Italien  | 02:27:55 |
| 9   | 508 | Annika Löfström          | Årsunda IF            | Sverige  | 02:29:16 |
| 10  | 512 | Sara Lindborg            | Falun/Borlänge SK     | Sverige  | 02:29:26 |

### Oxberg, herrar
Not: Pl = Placering, Nr = Startnummer, Tid = Passertid
| Pl. | Nr  | Namn             | Klubb          | Land     | Tid      |
| --- | --- | ---------------- | -------------- | -------- | -------- |
| 1   | 192 | Jens Eriksson    | Dala-Floda IF  | Sverige  | 02:38:42 |
| 2   | 114 | Simen Östensen   |                | Norge    | 02:38:43 |
| 3   | 2   | Daniel Tynell    | Grycksbo IF OK | Sverige  | 02:38:44 |
| 4   | 46  | Bill Impola      | Malungs IF     | Sverige  | 02:38:44 |
| 5   | 15  | Thomas Henriksen |                | Norge    | 02:38:46 |
| 6   | 3   | Stanislav Rezac  |                | Tjeckien | 02:38:47 |
| 7   | 9   | Jerry Ahrlin     | Brunflo IF     | Sverige  | 02:38:47 |
| 8   | 1   | Jörgen Brink     | Hudiksvalls IF | Sverige  | 02:38:48 |
| 9   | 5   | Johan Kjölstad   |                | Norge    | 02:38:48 |
| 10  | 131 | Roger Aa Djupvik |                | Norge    | 02:38:49 |

### Oxberg, damer
Not: Pl = Placering, Nr = Startnummer, Tid = Passertid
| Pl. | Nr  | Namn                     | Klubb                 | Land     | Tid      |
| --- | --- | ------------------------ | --------------------- | -------- | -------- |
| 1   | 503 | Seraina Boner            |                       | Schweiz  | 02:57:04 |
| 2   | 502 | Laila Kveli              |                       | Norge    | 02:57:10 |
| 3   | 514 | Sandra Hansson           | Uddevalla IS          | Sverige  | 03:01:50 |
| 4   | 504 | Jenny Hansson            | Åre Längdskidklubb    | Sverige  | 03:01:53 |
| 5   | 505 | Susanne Nyström          | Laisvalls Sportklu... | Sverige  | 03:05:56 |
| 6   | 511 | Britta Johansson Norgren | Sollefteå SK Team     | Sverige  | 03:06:06 |
| 7   | 517 | Stephanie Santer         |                       | Italien  | 03:11:22 |
| 8   | 508 | Annika Löfström          | Årsunda IF            | Sverige  | 03:13:31 |
| 9   | 515 | Olga Mikhailova          |                       | Ryssland | 03:14:15 |
| 10  | 512 | Sara Lindborg            | Falun/Borlänge SK     | Sverige  | 03:14:29 |

### Hökberg, herrar
Not: Pl = Placering, Nr = Startnummer, Tid = Passertid
| Pl. | Nr  | Namn               | Klubb          | Land     | Tid      |
| --- | --- | ------------------ | -------------- | -------- | -------- |
| 1   | 2   | Daniel Tynell      | Grycksbo IF OK | Sverige  | 03:02:21 |
| 2   | 192 | Jens Eriksson      | Dala-Floda IF  | Sverige  | 03:02:22 |
| 3   | 7   | Anders Aukland     |                | Norge    | 03:02:22 |
| 4   | 1   | Jörgen Brink       | Hudiksvalls IF | Sverige  | 03:02:23 |
| 5   | 10  | Jörgen Aukland     |                | Norge    | 03:02:24 |
| 6   | 3   | Stanislav Rezac    |                | Tjeckien | 03:02:24 |
| 7   | 5   | Johan Kjölstad     |                | Norge    | 03:02:25 |
| 8   | 9   | Jerry Ahrlin       | Brunflo IF     | Sverige  | 03:02:29 |
| 9   | 8   | Audun Laugaland    |                | Norge    | 03:02:30 |
| 10  | 171 | John Kristian Dahl |                | Norge    | 03:02:30 |

### Hökberg, damer
Not: Pl = Placering, Nr = Startnummer, Tid = Passertid
| Pl. | Nr  | Namn                     | Klubb                 | Land     | Tid      |
| --- | --- | ------------------------ | --------------------- | -------- | -------- |
| 1   | 502 | Laila Kveli              |                       | Norge    | 03:25:15 |
| 2   | 503 | Seraina Boner            |                       | Schweiz  | 03:25:15 |
| 3   | 514 | Sandra Hansson           | Uddevalla IS          | Sverige  | 03:31:00 |
| 4   | 504 | Jenny Hansson            | Åre Längdskidklubb    | Sverige  | 03:32:39 |
| 5   | 505 | Susanne Nyström          | Laisvalls Sportklu... | Sverige  | 03:35:51 |
| 6   | 511 | Britta Johansson Norgren | Sollefteå SK Team     | Sverige  | 03:37:22 |
| 7   | 517 | Stephanie Santer         |                       | Italien  | 03:42:44 |
| 8   | 515 | Olga Mikhailova          |                       | Ryssland | 03:44:48 |
| 9   | 508 | Annika Löfström          | Årsunda IF            | Sverige  | 03:45:15 |
| 10  | 525 | Nina Lintzén             | Årsunda IF            | Sverige  | 03:46:59 |

### Eldris, herrar
Not: Pl = Placering, Nr = Startnummer, Tid = Passertid
| Pl. | Nr  | Namn               | Klubb          | Land     | Tid      |
| --- | --- | ------------------ | -------------- | -------- | -------- |
| 1   | 192 | Jens Eriksson      | Dala-Floda IF  | Sverige  | 03:27:46 |
| 2   | 2   | Daniel Tynell      | Grycksbo IF OK | Sverige  | 03:27:47 |
| 3   | 10  | Jörgen Aukland     |                | Norge    | 03:27:48 |
| 4   | 7   | Anders Aukland     |                | Norge    | 03:27:48 |
| 5   | 1   | Jörgen Brink       | Hudiksvalls IF | Sverige  | 03:27:49 |
| 6   | 3   | Stanislav Rezac    |                | Tjeckien | 03:27:49 |
| 7   | 5   | Johan Kjölstad     |                | Norge    | 03:28:03 |
| 8   | 15  | Thomas Henriksen   |                | Norge    | 03:28:03 |
| 9   | 171 | John Kristian Dahl |                | Norge    | 03:28:04 |
| 10  | 14  | Anders Myrland     |                | Norge    | 03:28:05 |

### Eldris, damer
Not: Pl = Placering, Nr = Startnummer, Tid = Passertid
| Pl. | Nr  | Namn                     | Klubb                 | Land     | Tid      |
| --- | --- | ------------------------ | --------------------- | -------- | -------- |
| 1   | 502 | Laila Kveli              |                       | Norge    | 03:54:54 |
| 2   | 503 | Seraina Boner            |                       | Schweiz  | 03:55:24 |
| 3   | 514 | Sandra Hansson           | Uddevalla IS          | Sverige  | 04:02:56 |
| 4   | 504 | Jenny Hansson            | Åre Längdskidklubb    | Sverige  | 04:05:51 |
| 5   | 505 | Susanne Nyström          | Laisvalls Sportklu... | Sverige  | 04:08:11 |
| 6   | 511 | Britta Johansson Norgren | Sollefteå SK Team     | Sverige  | 04:10:12 |
| 7   | 517 | Stephanie Santer         |                       | Italien  | 04:15:33 |
| 8   | 515 | Olga Mikhailova          |                       | Ryssland | 04:18:13 |
| 9   | 508 | Annika Löfström          | Årsunda IF            | Sverige  | 04:18:28 |
| 10  | 525 | Nina Lintzén             | Årsunda IF            | Sverige  | 04:19:33 |